# Tadeusz Oleś

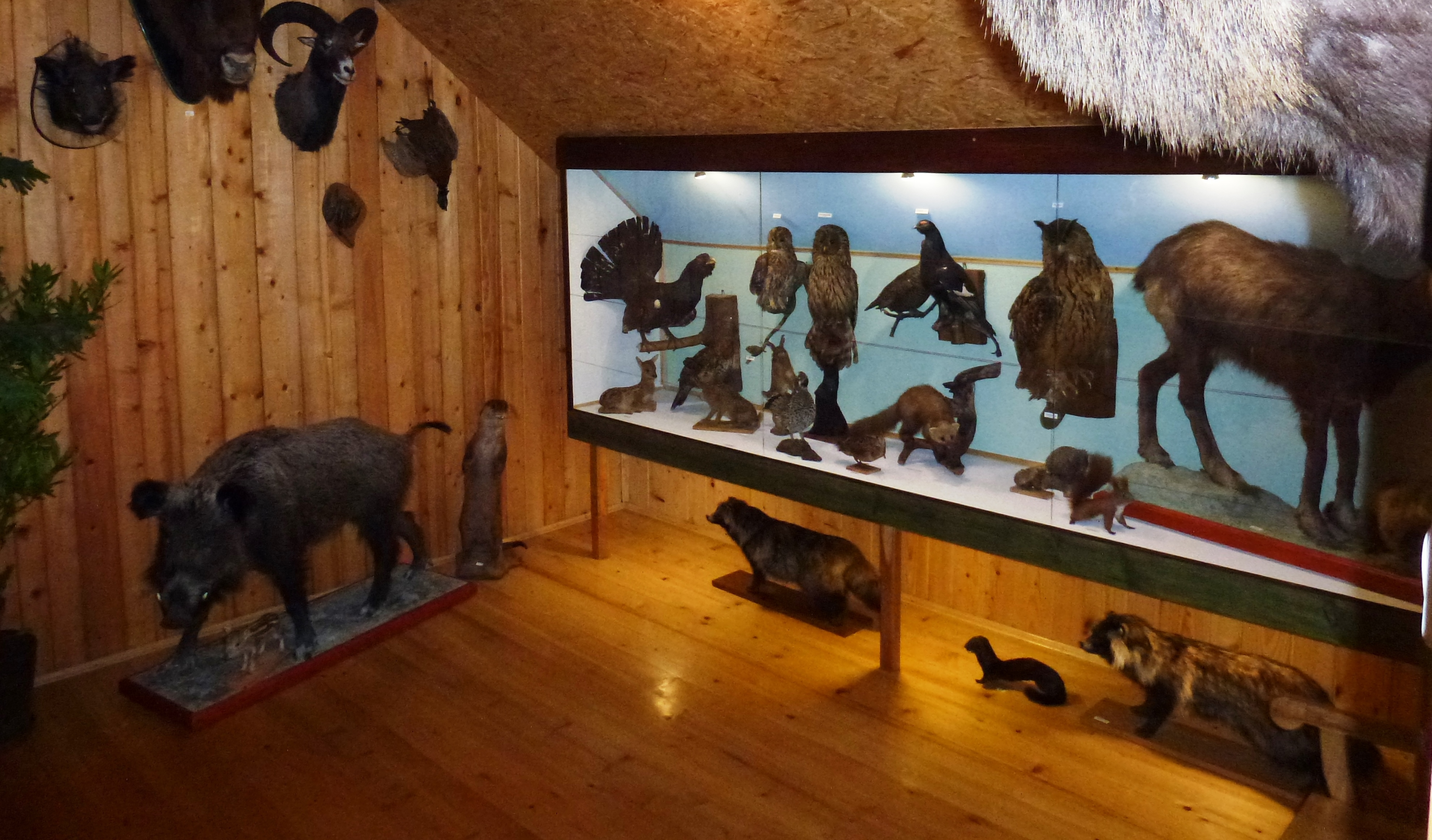

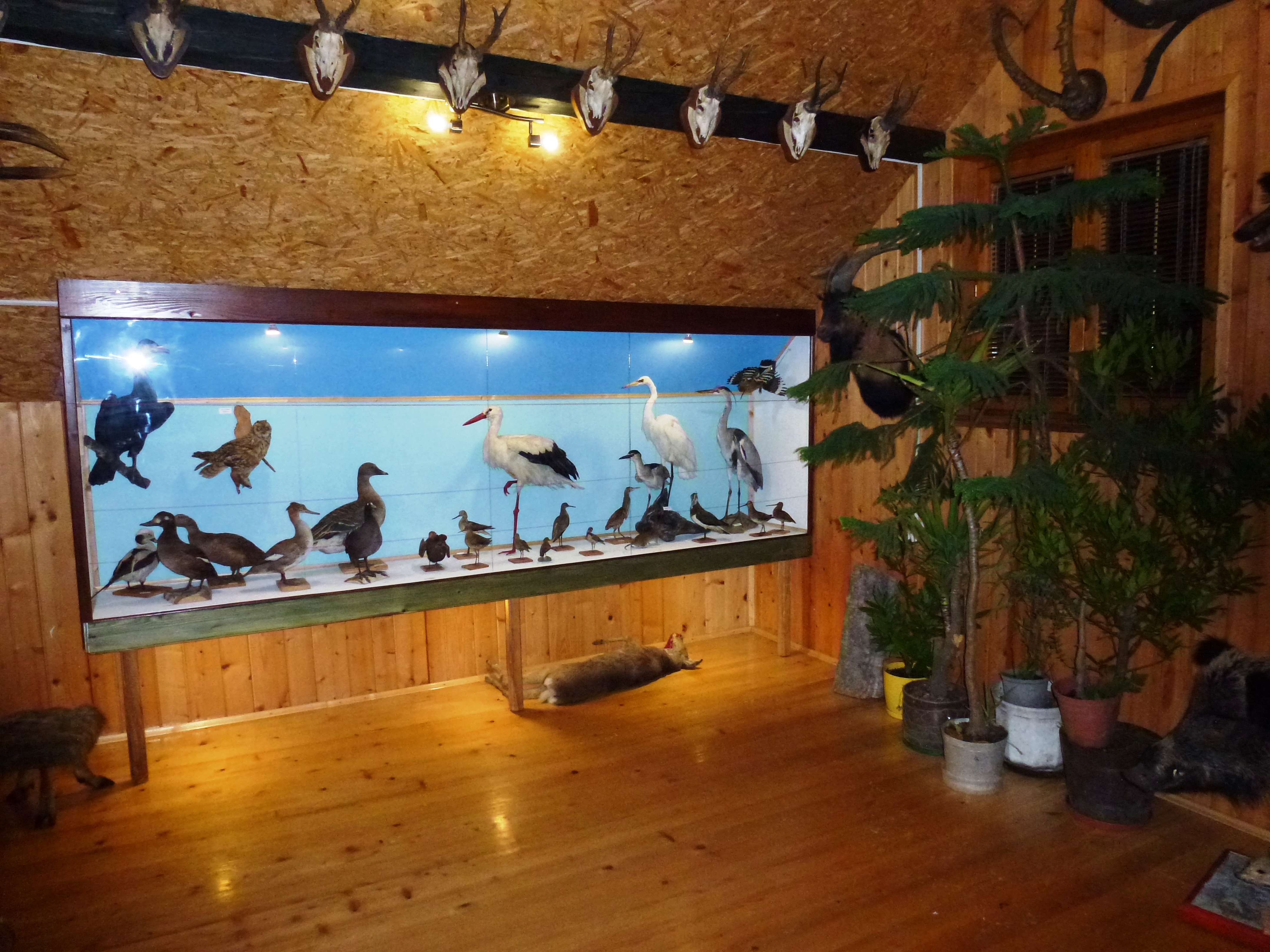
Gabloty wystawy przyrodniczej Tadeusza Olesia

Tadeusz Oleś (ur. w 1940 w Krościenku nad Dunajcem) – polski zoolog, lepidopterolog, preparator zwierząt (taksydermista). Jeden z najwybitniejszych przedstawicieli tego zawodu w Polsce.

## Życiorys
Tadeusz Oleś uczył się (jako samouk) podstaw preparowania m.in. u Antoniego Sokołowskiego, kustosza muzeum w Puszczykowie i towarzysza podróży Arkadego Fiedlera. W zawodzie doskonalił się pracując m.in. przy rekonstrukcji zwierząt kopalnych w Warszawie (przywożonych z wypraw do Mongolii), a dużych ssaków i ptaków – w Muzeum Narodowym w Pradze, Ołomuńcu i Brnie w dawnej Czechosłowacji oraz w czasie wielu wypraw naukowych, m.in. w Korei Północnej.
Początkowo pracował jako pracownik techniczny w Pienińskim Parku Narodowym. Od 1964 roku pracował w Stacji Biologicznej PAN w Ojcowskim Parku Narodowym jako laborant. Pracował również w PAN w Krakowie. Przez 15 lat prowadził zajęcia z biologii dla studentów. W 1981 roku osiadł z rodziną w Krościenku nad Dunajcem, gdzie pracował do emerytury w Pienińskim Parku Narodowym.
Tadeusz Oleś miał swoje autorskie wystawy w Pienińskim Parku Narodowym, Tatrzańskim Parku Narodowym, Ojcowskim Parku Narodowym, Gorczańskim Parku Narodowym, Babiogórskim Parku Narodowym i Bieszczadzkim Parku Narodowym. Preparował wiele zwierząt dla ogrodów zoologicznych.
Mieszkając w Krościenku, od 1994 roku przez wiele lat zajmował się reintrodukcją motyla niepylaka apollo w Pieninach. Rozpoczynając od liczby kilkudziesięciu sztuk, Oleś wypuszczał przez kilka lat po około 500 sztuk motyli rocznie. W 2003 roku był konsultantem filmu przyrodniczego TVP o tych motylach, pt. „Pod skrzydłami motyla, w Pienińskim Parku Narodowym”.
Jest chorążym zarządu krościeńskiego oddziału Związku Podhalan.

## Praca naukowa
Tadeusz Oleś jest współautorem kilku prac naukowych, m.in.:
- Experimental Studies on the Nesting of Bullfinch Pyrrhula Pyrrhula (Linnaeus, 1758) in Aviaries, razem z Zygmuntem Bocheńskim, Acta Zoologica Cracoviensia, tom 25, zeszyt 1, Państwowe Wydawnictwo Naukowe, 1981
- Materials to the Avifauna of People's Democratic Republic of Korea, razem z Zygmuntem Bocheńskim i Teresą Tomek, Acta Zoologica Cracoviensia, tom 25, zeszyt 2, Państwowe Wydawnictwo Naukowe, 1981

## Odznaczenia
Tadeusz Oleś został uhonorowany:
- srebrnym Medalem Zasługi Łowieckiej[10] 15 października 2013 roku
- dyplomem „Zasłużony dla Związku Podhalan” (2004).

## Wystawa
W październiku 2012 roku otwarto w pawilonie przy jego domu przy ul. Potoczki 2 w Krościenku nad Dunajcem stałą wystawę przyrodniczą pt. „Wystawa przyrodnicza ... i nie tylko”. W kilku pomieszczeniach na 2 kondygnacjach wystawa gromadzi około 260 eksponatów zwierząt oraz regionalne dzieła artystyczne: hafty gobelinowe, akwarele i pastele. Wystawa jest czynna codziennie od 10:00 do 16:00. Wstęp wolny.
Na wystawie można zobaczyć wiele lokalnych i egzotycznych okazów zoologicznych, m.in.: puchacza, uszatkę błotną, sóweczkę, puszczyka uralskiego i zwyczajnego, głuszca koguta i kurę, gniewosza, małe sarenki, rysia, wilka, lisa, borsuka, błotniaka zbożowego, kaczkę uhla i kaczkę edredonową, dostarczycielkę najdelikatniejszego puchu, doskonałego materiału izolacyjnego, z którego wykonuje się lekkie oraz ciepłe śpiwory i kołdry. Najmniejsze zwierzęta w jego zbiorach to ryjówka i mysikrólik. W gablotach znajdują się również takie okazy jak: 3 pingwiny, mandryl, legwan, jenot, tygrys, lampart i wiele innych.
Najdawniej pozyskane eksponaty pochodzą m.in. z polowań Tadeusza Olesia. Obecnie zwierzęta pozyskiwane są z ogrodów zoologicznych, m.in. w Chorzowie, Krakowie i Łodzi. Zbiór jest wzbogacany również o zwierzęta pochodzące z wypadków.
Co roku przed Bożym Narodzeniem jego kolekcja pustoszeje, zwierzęta wędrują do szopek bożenarodzeniowych w wielu okolicznych kościołach.
W ciągu pierwszego roku udostępnienia wystawy odwiedziło ją kilka tysięcy zwiedzających. W tym nietypowym muzeum jego właściciel pozwala dzieciom pogłaskać norkę czy usiąść na dziku.

## Życie rodzinne
Tadeusz Oleś ożenił się z Anną (ur. w 1946 roku), pochodzącą z Ojcowa. Anna haftuje na lnie, czasem kamizelki góralskie, w motywach pienińskich. Jej prace również były wystawiane w Krościenku nad Dunajcem.
Tadeusz i Anna mają trzy córki.